# Jay Lamoureux
Pour les articles homonymes, voir Lamoureux.
Jay Lamoureux, né le 13 août 1995 à Victoria, est un coureur cycliste canadien. Il participe à des compétitions sur route et sur piste.

## Biographie
En 2016, Jay Lamoureux remporte deux médailles d'argent en poursuite individuelle et poursuite par équipes aux championnats panaméricains sur piste. En novembre, il gagne avec Adam Jamieson, Aidan Caves, Bayley Simpson et Ed Veal, la poursuite par équipes de la manche de Coupe du monde d'Apeldoorn. L'année suivante, le quatuor canadien composé de Aidan Caves, Derek Gee, Bayley Simpson et Lamoureux décroche le titre de champion panaméricain de poursuite par équipes. Lamoureux obtient une nouvelle fois l'argent sur la poursuite individuelle.
Aux Jeux du Commonwealth de 2018 en Australie, il est médaillé de bronze de la poursuite par équipes avec Michael Foley, Derek Gee et Aidan Caves. Aux championnats du monde 2019 de Pruszków, le quatuor canadien prend la quatrième place après avoir perdu en finale pour la médaille de bronze.

## Palmarès sur piste

### Jeux olympiques
- Tokyo 2020
  - 5e de la poursuite par équipes

### Championnats du monde
- Hong Kong 2017
  - 19e de la poursuite individuelle[2]
- Apeldoorn 2018
  - 8e de la poursuite par équipes[3]
- Pruszków 2019
  - 4e de la poursuite par équipes

### Coupe du monde
- 2016-2017

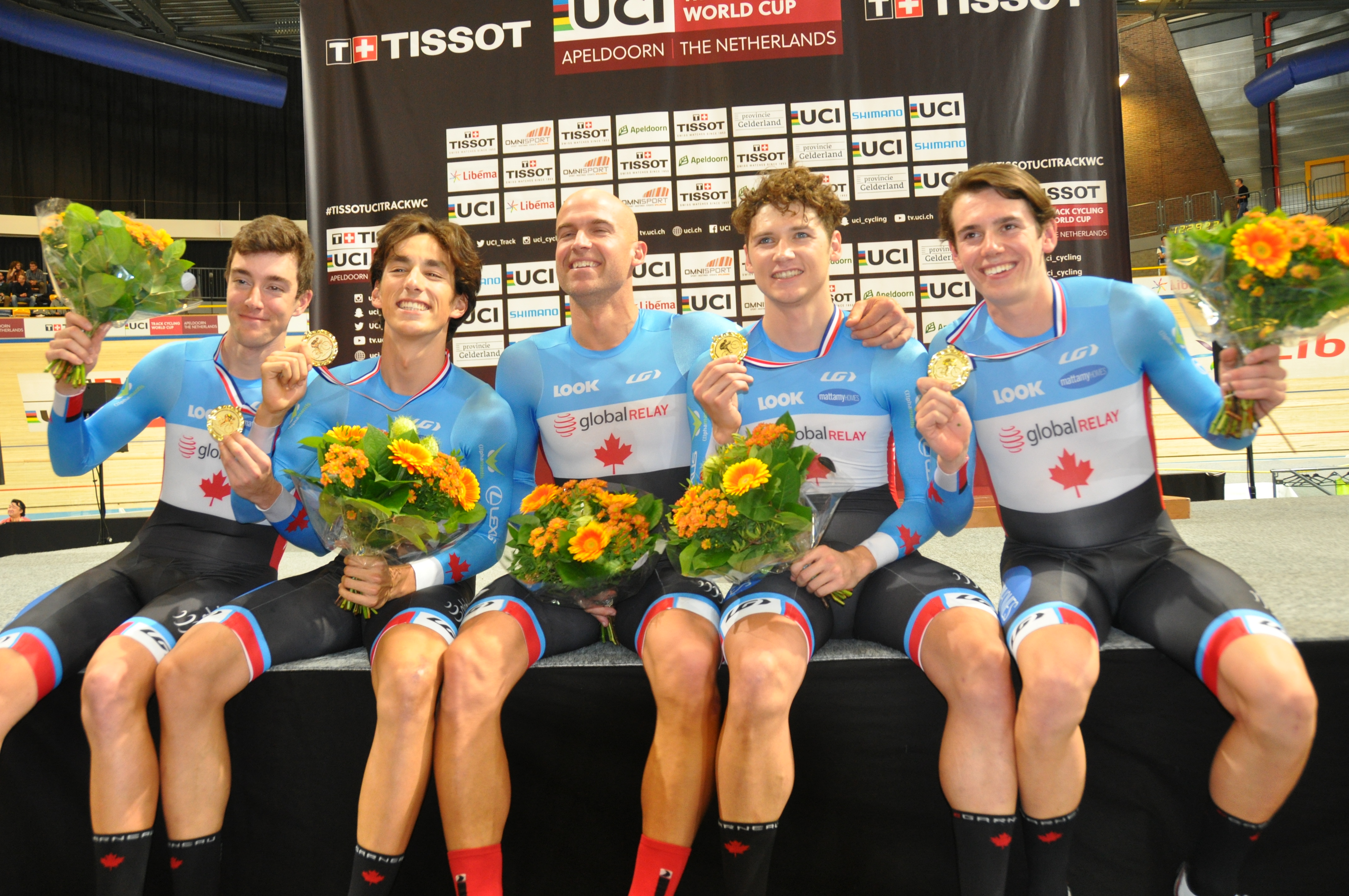
L'équipe de poursuite canadienne après sa victoire en Coupe du monde à Apeldoorn en 2016 (de gauche à droite) : Bayley Simpson, Adam Jamieson, Ed Veal, Aidan Caves et Jay Lamoureux

  - 1er de la poursuite par équipes à Apeldoorn (avec Adam Jamieson, Aidan Caves, Bayley Simpson et Ed Veal)
  - 2e de la poursuite par équipes à Glasgow
- 2017-2018
  - 2e de la poursuite par équipes à Milton
- 2018-2019
  - 2e de la poursuite par équipes à Cambridge
  - 3e de la poursuite par équipes à Berlin

### Jeux du Commonwealth
| Édition / Épreuve | Poursuite par équipes |
| Gold Coast 2018   | Bronze                |

### Championnats panaméricains
- Agascalientes 2016
  -  Médaillé d'argent de la poursuite individuelle
  -  Médaillé d'argent de la poursuite par équipes
- Couva 2017
  -  Médaillé d'or de la poursuite par équipes (avec Aidan Caves, Derek Gee et Bayley Simpson)
  -  Médaillé d'argent de la poursuite individuelle
- Cochabamba 2019
  -  Médaillé d'or de la poursuite par équipes (avec Vincent De Haître, Derek Gee et Michael Foley)
  -  Médaillé de bronze de la poursuite individuelle

### Championnats du Canada
- 2019
  -  Champion du Canada de poursuite par équipes (avec Aidan Caves, Michael Foley et Chris Ernst)

## Palmarès sur route
- 2014
  - 3e du championnat du Canada sur route espoirs
- 2017
  -  Médaillé de bronze du contre-la-montre aux Jeux du Canada
  -  Médaillé de bronze de la course en ligne aux Jeux du Canada
- 2019
  - 4e étape du Tour de Bloom